# Adûnaic
L'adûnaic (parfois aussi écrit adunaic sans accent) est une langue construite imaginée par l'écrivain et philologue J. R. R. Tolkien. Dans l'univers de fiction dans lequel se déroulent les récits de la Terre du Milieu, l'adûnaic (« Langue de l'Ouest ») est la langue des Hommes de Númenor pendant le Second Âge. Elle est à l'origine du parler commun utilisé comme langue véhiculaire par la plupart des peuples de la Terre du Milieu au Troisième Âge.

## Histoire
En adûnaic, comme pour les autres langues qu'inventa Tolkien, il faut distinguer deux axes chronologiques de développement :
- l'un, externe, concerne l'évolution des conceptions de la langue pendant la vie de leur auteur,
- l'autre, interne, concerne l'évolution historique de la langue à l'intérieur même du monde imaginaire dans lequel elle se parle.

### Histoire externe
Vers 1945-1946, Tolkien s'attela pour un temps à un nouveau récit, The Notion Club Papers. Reprenant des idées qu'il avait ébauchées dans son roman inachevé La Route perdue (rédigé et abandonné vers 1936-1937), Tolkien développa l'histoire de l'île de Númenor et de sa chute sous la domination du maléfique Sauron. Il conçut alors les premiers éléments de l'adûnaic, une langue dont la structure trilitère rappelle légèrement les langues sémitiques. En marge du récit où apparaît brièvement cette nouvelle langue (par le biais de rêves effectués par l'un des personnages, dénommé Alwin Lowdham), Tolkien en donna un compte-rendu assez détaillé, mais lui aussi inachevé, dans un « rapport » prétendument écrit par Lowdham, Lowdham's Report on the Adunaic Language.
Comme souvent dans ce domaine, les conceptions de Tolkien sur ses langues construites étaient changeantes. Un peu moins d'une dizaine d'années plus tard, alors qu'il travaillait à la rédaction des appendices du Seigneur des Anneaux, Tolkien hésita sur l'idée que les Hommes de Númenor auraient en fait abandonné leurs langues premières pour adopter une langue elfique, le sindarin. Finalement, il choisit de conserver l'adûnaic et cita plusieurs noms de rois de Númenor dans les appendices. La publication du Seigneur des anneaux figea donc dans le marbre cette dernière position. D'autres textes de cette période ont été publiés dans Contes et légendes inachevés, et « La Lignée d'Elros », liste des rois de l'île de Númenor, vient compléter la liste des noms adûnaics connus.
Contrairement aux autres langues inventées par Tolkien, qui firent l'objet de constantes révisions tout au long de sa vie (en particulier le sindarin et le quenya), il semble bien que Tolkien n'ait travaillé sur l'adûnaic que pendant ces deux phases. Les données du Lowdham's Report ne semblent pas entièrement compatibles avec les informations provenant des appendices du Seigneur des anneaux. Nous ne connaissons cependant pas l'ampleur des changements que Tolkien aurait apportés à sa présentation de l'adûnaic s'il avait cherché à en donner une version plus définitive.

### Histoire interne
L'adûnaic dérive des langues des peuplades humaines qui s'établissent sur l'île de Númenor au début du Second Âge, et plus particulièrement de celle du peuple de Hador.
Aux premiers temps de leur histoire, les Hommes entrent en contact avec le peuple des Nains, et leurs idiomes naissants subissent alors l'influence de la langue de ces derniers, le khuzdul. Le vocabulaire adûnaic se base, comme celui du khuzdul, sur des racines consonantiques trilitères, parfois bilitères. Le khuzdul étant par ailleurs une invention du Vala Aulë, certaines ressemblances entre le valarin et l'adûnaic peuvent s'expliquer par des emprunts via le khuzdul : ainsi pourrait-on par exemple rapprocher le valarin iniðil de l'adûnaic inzil. L'influence des langues elfiques, en particulier du quenya et du sindarin, se fait aussi sentir par la suite : on peut comparer l'adûnaic bêth avec le sindarin peth « mot », ou beth sous forme mutée.
Au cours du Second Âge, les Hommes de Númenor établissent plusieurs colonies en Terre du Milieu. Il s'y développe une langue véhiculaire, mêlant l'adûnaic aux langues locales, destinée à l'origine au commerce et à l'inter-compréhension avec les autochtones. Ce pidgin se répand et évolue vers ce qui devint ensuite le « parler commun » de la Terre du Milieu, le westron.
Après la submersion de l'île de Númenor, les Númenóréens en exil fondent les royaumes de Gondor et d'Arnor en Terre du Milieu. L'adûnaic disparaît au profit du parler commun. Cependant, les habitants de Dol Amroth, qui sont de souche númenóréenne mais dont l'établissement en Terre du Milieu date d'une colonisation antérieure, continuent apparemment à se donner des noms en adûnaic, même s'ils n'usent plus probablement de cette langue au quotidien : ainsi Imrahil, prince de Dol Amroth pendant le récit du Seigneur des Anneaux, porte un nom adûnaic.

## Attestations
Durant la brève période où il développa l'adûnaic, Tolkien produisit une quantité de textes relativement conséquente au sujet de cette langue, pour l'essentiel publiés par Christopher Tolkien dans Sauron Defeated, neuvième tome de l'Histoire de la Terre du Milieu. Outre le Lowdham's Report on the Adunaic Language, The Notion Club Papers présente quelques phrases en adûnaic, ainsi qu'un long texte fragmentaire : une complainte de la submersion de Númenor en adûnaic et en quenya dont la quasi-totalité des mots sont glosés. En dehors de ces phrases, plusieurs noms de rois de Númenor sont connus par les appendices du Seigneur des anneaux et le texte « La Lignée d'Elros », publié dans Contes et légendes inachevés. D'autres termes apparaissent ponctuellement : des noms de personnes dans le conte Aldarion et Erendis (Ulbar, Zâmin), ou bien le nom adûnaic de la Gwathló dans un essai linguistique sur les noms de quelques rivières de la Terre du Milieu.

## Phonétique et écriture

### Consonnes
À l'époque de la Submersion, l'adûnaic possède les consonnes suivantes, transcrites dans l'alphabet phonétique international (API) ; les représentations orthographiques suivent en gras.
|                       | Labiale | Dentale | Alvéolaire | Palatale | Vélaire       | Labiovélaire | Glottale |
| Occlusive             | p b     | t d     | t d        |          | k g           |              |          |
| Nasale                | m       | n       | n          |          | ŋ n (dans ng) |              |          |
| Fricative ou spirante | f ph    | θ th    | s z        | j y      | x kh, h       | w            | h        |
| Latérale              |         |         | l          |          |               |              |          |
| Roulée                |         |         | r          |          |               |              |          |

Remarques :
- Lorsqu'une case contient deux signes, le premier désigne une consonne sourde et le second la consonne sonore correspondante.

### Voyelles
L'adûnaic possède des voyelles brèves et longues, ces dernières marquées dans l'orthographe romanisée par un accent circonflexe ou un macron. Dans le Lowdham's Report on the Adunaic Language, Tolkien réserve le macron aux voyelles longues et le circonflexe aux voyelles « extra-longues ». À l'époque de la Submersion, la plupart des diphtongues de l'adûnaic ont disparu par monophtongaison (ai ayant donné ē et au, ō), et ne subsistent plus que ōi et (plus rarement) ēu.
| Degré d'aperture | Monophtongues | Monophtongues | Monophtongues | Monophtongues |
| Degré d'aperture | Antérieure    | Antérieure    | Postérieure   | Postérieure   |
| Degré d'aperture | Non arrondie  | Arrondie      | Non arrondie  | Arrondie      |
| ---------------- | ------------- | ------------- | ------------- | ------------- |
| Fermée           | i iː ī        |               |               | u uː ū        |
| Mi-ouverte       | ɛː ē          |               |               | ɔː ō          |
| Ouverte          |               |               | ɑ a ɑː ā      |               |

## Grammaire
Le texte inachevé Lowdham's Report on the Adunaic Language constitue la principale source pour la grammaire de l'adûnaic. Il détaille le système phonologique de la langue et la grammaire du nom, mais s'arrête avant d'aborder les verbes, sur lesquels Tolkien n'a laissé que quelques notes rapides et guère lisibles. Par ailleurs, tous les spécimens d'adûnaic ne suivent pas les règles énoncées dans le Lowdham's Report : notamment, un brouillon du long texte inclus dans The Notion Club Papers témoigne que Tolkien envisagea d'abord que le nom adûnaic se décline en cinq cas (normal, subjectif, génitif, datif, instrumental), avant de se raviser et de ramener ce nombre à trois,.

### Nom
Il existe deux classes de noms adûnaics : les noms forts et faibles. Les premiers marquent le pluriel et les déclinaisons en partie par modification de la dernière voyelle de la base et en partie par l'ajout de suffixes, tandis que les seconds n'emploient que la suffixation.
Le nom fort zadan « maison » a pour pluriel zadîn « maisons ».
Le nom faible batân « route, voie » a pour pluriel batânî « routes, voies ».
L'adûnaic ne connaît pas de genres à proprement parler, mais les noms sont classés en quatre catégories : masculin, féminin, commun ou neutre. Les noms de personnes, de personnifications, de fonctions masculines ou féminines, ou d'animaux mâles ou femelles se classent dans les deux premières catégories. Les noms communs correspondent aux noms d'animaux indifférenciés ou de peuples. Tous les autres noms sont neutres.
Le nom karab « cheval » est commun, mais karbû « étalon » et karbî « jument » sont respectivement masculin et féminin.
Le nom adûnaic peut varier selon trois nombres : singulier, pluriel ou duel, le premier étant le plus souvent celui dont dérivent les deux autres.

### Cas
Le nom peut être décliné suivant trois cas : normal (Normal), subjectif (Subjective) et objectif (Objective), appelés respectivement normal, sujet et composite par Kloczko.

### Verbe
Il existe trois classes de verbes adûnaics : bi-consonantiques, tri-consonantiques et dérivés.
kan « tenir » est un verbe bi-consonantique.
kalab « tomber » est un verbe tri-consonantique.
azgarâ- « guerroyer » est un verbe dérivé.
Le verbe adûnaic peut être conjugué à quatre temps : l'aoriste, le présent continu, le passé continu et le passé. L'aoriste peut correspondre au présent anglais, mais il sert surtout de présent de narration. Le passé sert souvent à former le plus-que-parfait ou le futur parfait avec l'aoriste, selon que ce dernier correspond au passé ou au futur.
Tolkien indique que le futur, le subjonctif et l'optatif sont formés par des auxiliaires, mais sans fournir d'exemple. L'élément du-phursâ, traduit par « que puissent se déverser » (so-as-to-gush) dans The Notion Club Papers, contient peut-être un auxiliaire du subjonctif du-,.